# Марьяновка (Ставропольский край)
Марьяновка — упразднённое село в Степновском районе Ставропольского края. 

## География
Село располагалось на р. Горькая Балка между селом Варениковское и посёлком Терский.

## История
Лютеранское село Марьяновка основано в 1899 г. немецкими переселенцами. 
До 1917 — Ставропольская губ., Святокрестовский (Прасковейский) у., Ольгинская вол.; в сов. период — Орджоникидзевский край, Степновский (Соломенский)/Воронцово-Александровский/Архангельский район.
Лют. село, осн. в 1899. К сев.-вост. от Георгиевска. Лют. приход Ставрополь. Земли 691 дес. (1916; 26 хоз.). Сельсовет, с.-х. артель, нач. школа (1926).
Снято с учёта 30.03.1983 г. решением Ставропольского крайсовета от 30.03.1983 года № 209.

## Население
| Год     | 1909 | 1918 | 1920 | 1926 |
| ------- | ---- | ---- | ---- | ---- |
| Человек | 150  | 307  | 271  | 152  |

Национальный состав
На 1926 год 137 жителей - немцы.